# Polônia nos Jogos Olímpicos de Verão de 1928
A  Polônia competiu nos Jogos Olímpicos de Verão de 1928, em Amsterdam, na Holanda.

## Medalhistas
- Ouro: Halina Konopacka - Atletismo, arremesso de disco feminino
- Prata: Kazimierz Gzowski, Kazimierz Szosland, Michał Antonowiecz - Hipismo, salto em equipe
- Bronze: Esgrima*, sabre em equipe;

Józef Trenkwald, Michał Antoniewicz, Karol Rómmel - Hipismo, CCE por equipes;

Franciszek Bronikowski, Edmund Jankowski, Leszek Birkholz, Bernard Ormanowski, Boleslaw Drewek - Remo, quatro com
*: Não há informações sobre o nome dos atletas